# ニュースウェーブNHK東海
ニュースウェーブNHK東海（にゅーすうぇーぶエヌエイチケーとうかい）は、1991年8月5日から1998年3月31日まで放送された、東海地方のローカルニュースワイド番組。（イブニングネットワークの東海地方パートの改題版。）

## 備考
現在のNHK名古屋放送局の放送会館・NHK名古屋放送センタービルが完成したのを機に、それまでのイブニングネットワーク東海からリニューアルされた。当時の全国のNHK総合の夕方ローカルワイドで最初に「イブニングネットワーク」の名称を使わなくなった番組である。

## 放送時間
- 1991年度初日　18:00～19:00

それ以降は、18:10 - 18:57（イブニングネットワークのタイトルを伏せる形で放送。）
- 1992年度　18:00 - 18:57（18:00の全国ニュースも名古屋から独自に放送。18:07 - 18:27の列島リレーだけがネット放送された。この年度もイブニングネットワークのタイトルは伏せられていた。）
- 1993年度 - 1997年度　18:30 - 18:59（首都圏版イブニングネットワークの構成が前半は全国ニュースと列島リレー、後半は各地の放送局からの地域ニュースゾーンと言う配分に変更されたため。）

## 出演者
| 期間                                                                               | 期間      | キャスター  | キャスター                       |                                  |
| ---------------------------------------------------------------------------------- | --------- | ----------- | -------------------------------- | -------------------------------- |
| 1991.8.5                                                                           | 1992.3.27 | 石戸谷健一1 | 坂井香奈子                       |                                  |
| 1992.3.30                                                                          | 1993.4.2  | 秋山隆1     | 坂井香奈子2、松田奈利子2         |                                  |
| 1993.4.5                                                                           | 1995.7    | 竹林宏1     | 黒崎めぐみ1、石山智恵            |                                  |
| 1995.8                                                                             | 1998.3.31 | 星野豊1・3  | 石山智恵、後藤み代、川手飛鳥など | 石山智恵、後藤み代、川手飛鳥など |
| - 1 NHKアナウンサー。 - 2 坂井と松田は隔週交代。 - 3 『こんばんは6時です』も続投。 |           |             |                                  |                                  |

| NHK名古屋放送局 平日夕方のローカルニュース | NHK名古屋放送局 平日夕方のローカルニュース | NHK名古屋放送局 平日夕方のローカルニュース |
| 前番組                                     | 番組名                                     | 次番組                                     |
| ------------------------------------------ | ------------------------------------------ | ------------------------------------------ |
| イブニングネットワーク東海                 | ニュースウェーブNHK東海                    | こんばんは6時です                          |